# Фок-щогла

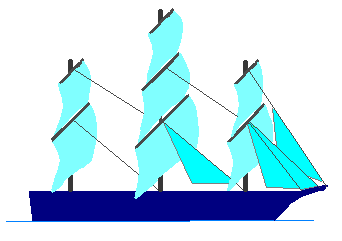
Трищогловий вітрильник

Фок-щ́огла — перша від носа щогла на суднах з двома чи більше щоглами. Якщо на судні тільки дві щогли, при цьому передня розташована майже посередині судна, то її називають грот-щоглою.
Фок-щогла складається з (від низу до верху) нижньої фок-щогли, фор-стеньги і фор-брам-стеньги. Вище може розташовуватися флагшток. Такелаж, розташований на фок-щоглі, несе префікс «фок-», якщо розташований у нижній частині корабля, нижче від стеньги, і «фор-» (від нід. voor — «перед», «спереду»), якщо вище. Частина корабля від форштевня до фок-щогли називається баком.
Нижнє вітрило на фок-щоглі називається просто фок.

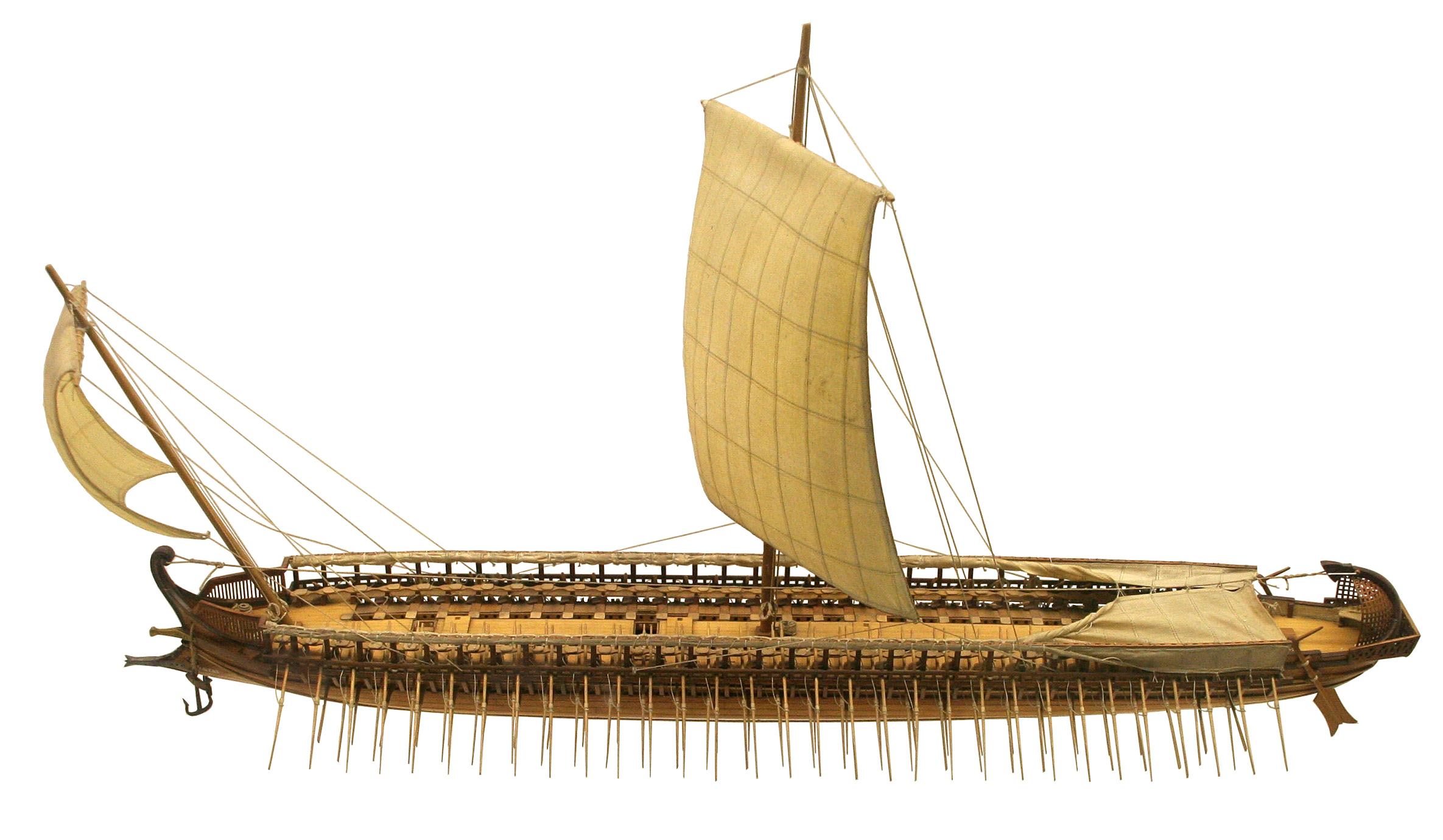
Модель давньогрецької трієри з похилою фок-щоглою і носовим вітрилом-«артемоном».

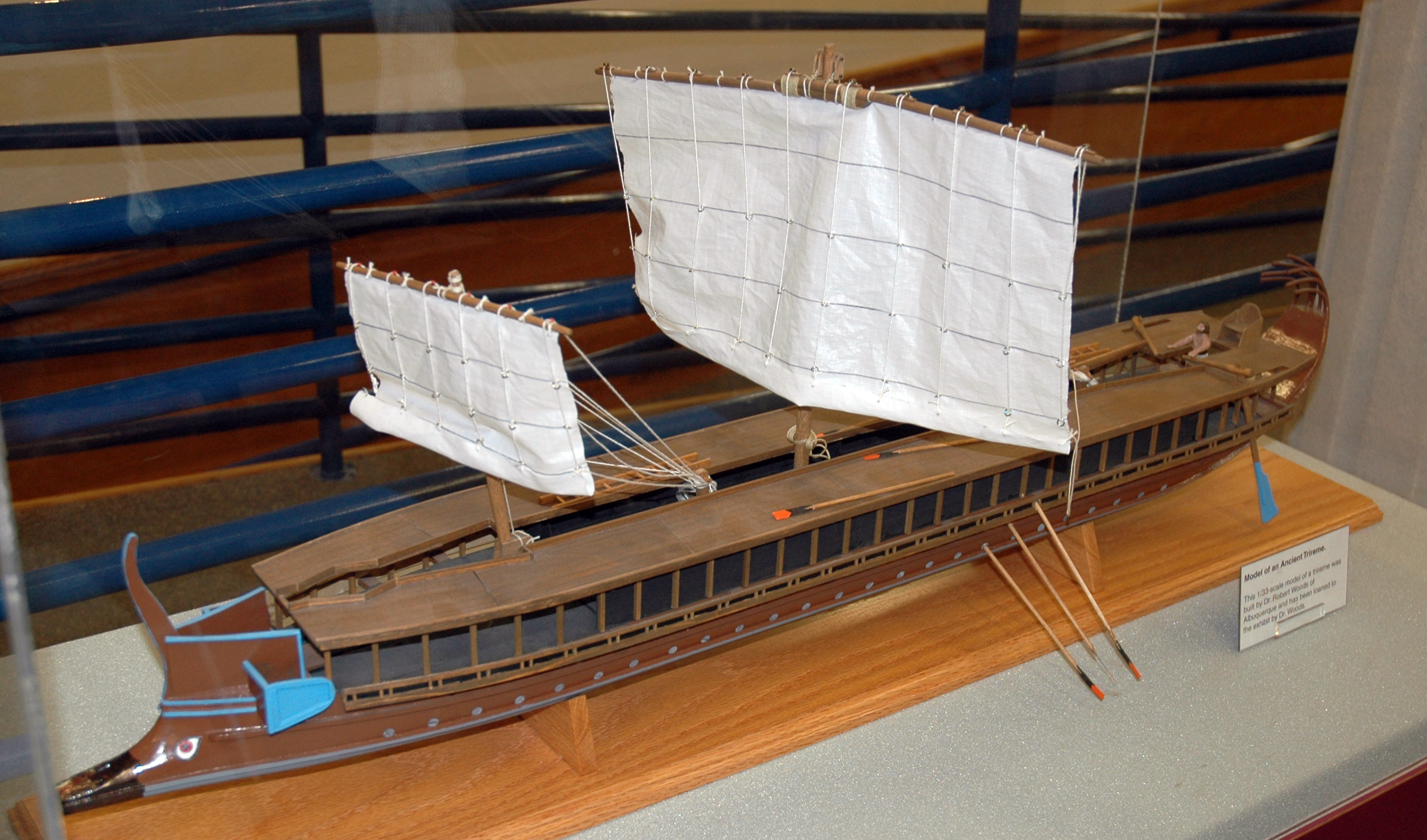
Модель триєри із злегка нахиленою фок-щоглою

## Історія
Найраніший засвідчений вжиток фока з фок-щоглою належить до середини VII століття до н. е.: на датованій цим періодом етруській піксиді з Цере присутнє зображення морської битви двох кораблів, один з яких має розпущене переднє вітрило. Двощоглове торгове судно із злегка нахиленою передньою щоглою зображене на етруському похованні 475—450 рр. до н. е. Переднє вітрило (дав.-гр. ᾰ̓ρτέμων, «артемон») зображене на одному з коринфських кратерів, датованому вже кінцем VI ст. до н. е., але на інших зображеннях великих давньогрецьких кораблів VIII—V століть фок-щогла відсутня. На римських кораблях використовування носової щогли було звичайним, вона розташовувалася похило, що робило її більш схожою на бушприт з бліндом. Існування фок-щогл підтверджується знахідками решток кораблів, де гнізда щогл розташовані надто близько до носа, щоб бути гніздами грот-щогли. Вітрило артемон, разом з гротом і марселем, стало стандартним вітрильним озброєнням морських суден у Римській імперії, на великих вантажних суднах до них додавалася ще й бізань. Протягом доби Античності і фок, і бізань залишалися другорядними вітрилами з погляду їхнього розміру, але були досить великими, щоб нести рухомий такелаж. У пізній Античності фок-щогла майже втратила свій нахил, стала встановлюватися вертикально на деяких типах кораблів.
На галерах фок-щогла розташовувалася збоку від діаметральної площини: для забезпечення відкоту гармати головного калібру в носовій надбудові.